# Funbox
Funbox es un canal infantil de televisión por suscripción chileno fundado en abril de 2013, el cual se transmite su señal a varios países de América Latina. Su programación exhibe tanto series animadas como películas. El contenido del canal esta enfocado principalmente a niños de 4 a 8 años. Funbox también cuenta con una aplicación de descarga para celulares llamada Funbox Play, la cual esta consta de múltiples juegos para niños. Desde marzo de 2019, la empresa mexicana TV Azteca Internacional TV de Paga representa y comercializa a Funbox.

## Programación
Programación actual
- Bo en acción
- Storyzoo Adventures
- Chuck's Choice
- Dr. Pantástico
- Storytime with Mrs. B Booksy
- Rock-a-Bye Island
- Pins and Nettie
- Fia's Fairies
- El Pollueo
- Zizi y Hannibal
- Fledgling
- Caillou
- Poko
- El Inspector Gadget
- Zoboomafoo
- Cameron Sandiego

### Programación futura
- Betty Atomica
- Carl al cuadrado
- Monster Allergy
- Trollz
- Los cazafantasmas
- Frankie y los Zhu Zhu Pets
- Storm Hawks

#### Programación anterior
- Billy el gato
- Mi osito
- Las aventuras de Tintín
- Anton
- George Shrinks
- Los osos de bambú
- Mi padre el rockero
- Nouky y sus amigos
- Los hermanos Flub
- Rainbow Fish
- Mitos y leyendas
- Los Moomin
- Extremosdino
- Gloria's House
- Heroes of the City
- Los padrinos mágicos
- Digswell
- Bob's Beach
- Altain in Starland
- Da Boom Crew
- Shrems
- La sombría de los elifos
- MP4ORCE
- RIC
- Duddies
- Zorrino Kung-Fu
- Mega Babies
- Pet Alien
- Jakers
- El autobús mágico
- Daniel y Emily
- George de la selva
- Bernstein Bears
- Los Héroes de la Ciudad
- Pequeños planetas
- Fines de semana de Película
- Hotel Transylvania
- Mike el caballero
- Johnny Test
- Poder Pocket
- Rosita Fresita: Aventuras en Tutti Frutti
- Backyardigans
- Bob el constructor